# 사맹삭
사맹삭(四孟朔)은 봄ㆍ여름ㆍ가을ㆍ겨울 사계절의 각 첫 달로, 음력 1월, 4월, 7월, 10월을 말한다.